# Liste der Kulturdenkmäler in Waldorf (Rheinland-Pfalz)
In der Liste der Kulturdenkmäler in Waldorf sind alle Kulturdenkmäler der rheinland-pfälzischen Ortsgemeinde Waldorf aufgeführt. Grundlage ist die Denkmalliste des Landes Rheinland-Pfalz (Stand: 12. Juni 2023).

## Einzeldenkmäler
| Bezeichnung                     | Lage                                     | Baujahr                 | Beschreibung | Bild                           |
| ------------------------------- | ---------------------------------------- | ----------------------- | --- | ------------------------------ |
| Katholische Kirche St. Remaklus | An der Kirchmauer 1 Lage                 | um 1500                 | Westturm, um 1500, Helm 1912, Hallenkirche, Schieferbruchstein, 1874/75, Architekt Hermann Nebel, Koblenz; Gesamtanlage mit Friedhof | weitere Bilder Fotos hochladen |
| Kriegerdenkmal und Kreuze       | An der Kirchmauer, auf dem Friedhof Lage | 18. und 20. Jahrhundert | Kriegerdenkmal, Christus und Soldat; sieben Grabkreuze, 18. Jahrhundert; Friedhofskreuz, bezeichnet 1705                             | Fotos hochladen                |
| Wegekreuz                       | Broosstraße, bei Nr. 13 Lage             |                         | Wegekreuz, neugotisch | Fotos hochladen                |
| Hofanlage                       | Broosstraße 14 Lage                      | 18. Jahrhundert         | Hofanlage; Fachwerkhaus, Fachwerkscheune, 18. Jahrhundert                                                                            | Fotos hochladen                |
| Wohnhaus                        | Hauptstraße 29 Lage                      | 1737                    | Fachwerkhaus, teilweise massiv, bezeichnet 1737                                                                                      | Fotos hochladen                |
| Wohnhaus                        | Hauptstraße 51 Lage                      | 1826                    | großvolumiger Walmdachbau, bezeichnet 1826                                                                                           | Fotos hochladen                |
| Wegekreuz                       | Hauptstraße, bei Nr. 78 Lage             | 1647                    | Wegekreuz, bezeichnet 1647 | Fotos hochladen                |
| Museum                          | Kleingasse 2 Lage                        | 182[x]                  | Fachwerkhaus, bezeichnet 182[x] | Fotos hochladen                |
| Brunnen                         | Neustraße, bei Nr. 13 Lage               | 1880                    | Brunnen, bezeichnet 1880 | Fotos hochladen                |
| Grabkreuz und Grenzsteine       | Neustraße, bei Nr. 19 Lage               | 18. Jahrhundert         | Grabkreuz, 18. Jahrhundert; zwei Grenzsteine                                                                                         | BW                             |
| Hofanlage                       | Sinziger Straße 9 Lage                   | 19. Jahrhundert         | Hakenhof; Fachwerkhaus, teilweise massiv, 19. Jahrhundert                                                                            | weitere Bilder Fotos hochladen |
| Wegekapelle                     | südlich des Ortes an der L 82 Lage       | 1869                    | Basaltquader-Saalbau, bezeichnet 1869                                                                                                | Fotos hochladen                |